# Legé
Legé (bretonisch: Levieg, Gallo: Lejaé) ist eine französische Gemeinde mit 4769 Einwohnern (Stand: 1. Januar 2022) im Département Loire-Atlantique in der Region Pays de la Loire. Sie gehört zum Arrondissement Nantes und zum Kanton Saint-Philbert-de-Grand-Lieu.
Die Einwohner werden Legéen(ne)s genannt.

## Geographie
Legé ist die südlichste Gemeinde des Départements Loire-Atlantique. Sie liegt etwa 40 Kilometer südlich von Nantes am Fluss Logne.

### Nachbargemeinden
Umgeben ist Legé von den Nachbargemeinden Corcoué-sur-Logne im Norden, Rocheservière im Nordosten, Les Lucs-sur-Boulogne im Südosten, Saint-Étienne-du-Bois im Süden, Grand’Landes im Südwesten sowie Touvois im Westen.

## Geschichte
Während des 2. und 3. Jahrhunderts bildete sich hier erstmals eine Siedlung. 1119 wird der Ort in den Büchern der Abtei Tournus als Legiaco benannt.

### Bevölkerungsentwicklung
| Jahr      | 1962  | 1968  | 1975  | 1982  | 1990  | 1999  | 2006  | 2017  | 2021  |
| --------- | ----- | ----- | ----- | ----- | ----- | ----- | ----- | ----- | ----- |
| Einwohner | 3.454 | 3.521 | 3.433 | 3.441 | 3.532 | 3.588 | 3.968 | 4.514 | 4.701 |

## Wirtschaft und Infrastruktur
Die Weinbaugebiete Muscadet, Muscadet-Côtes de Grandlieu und Gros Plant du Pays Nantais reichen ebenfalls in das Gemeindegebiet hinein.
Durch die Gemeinde führten die früheren Route nationale 178 und 753.

## Sehenswürdigkeiten

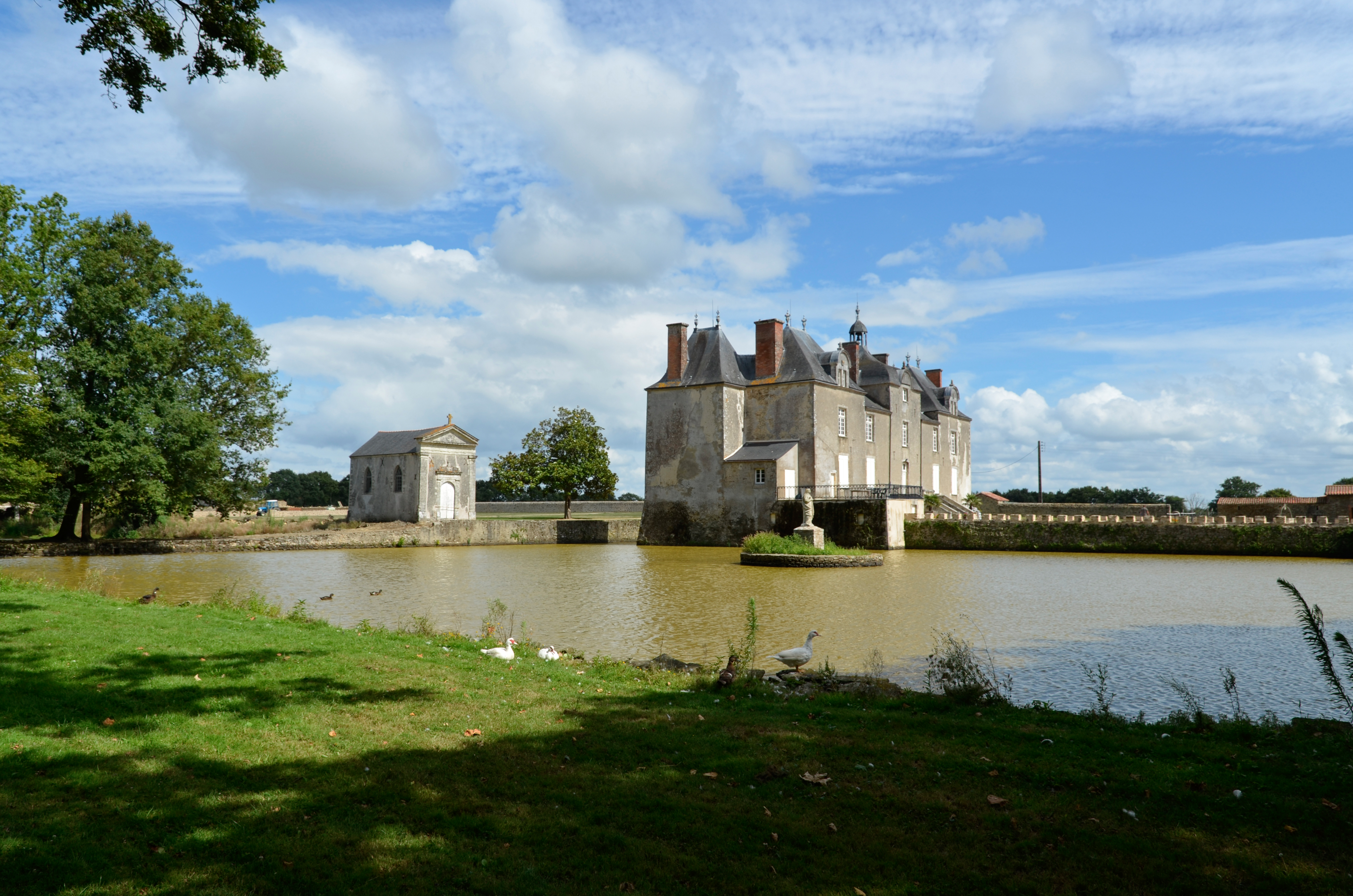
Schloss Bois-Chevalier

- Kirche Notre-Dame-de-l'Assomption aus dem 20. Jahrhundert
- Kapelle Notre-Dame de Pitié, erbaut 1826
- Konvent der Visitandiner aus dem 19. Jahrhundert
- Schloss Retail, im 15. Jahrhundert erbaut, seit 1974 Monument historique
- Schloss Bois-Chevalier, im klassischen Stil 1655 aus Granit erbaut, Monument historique seit 1952/1980

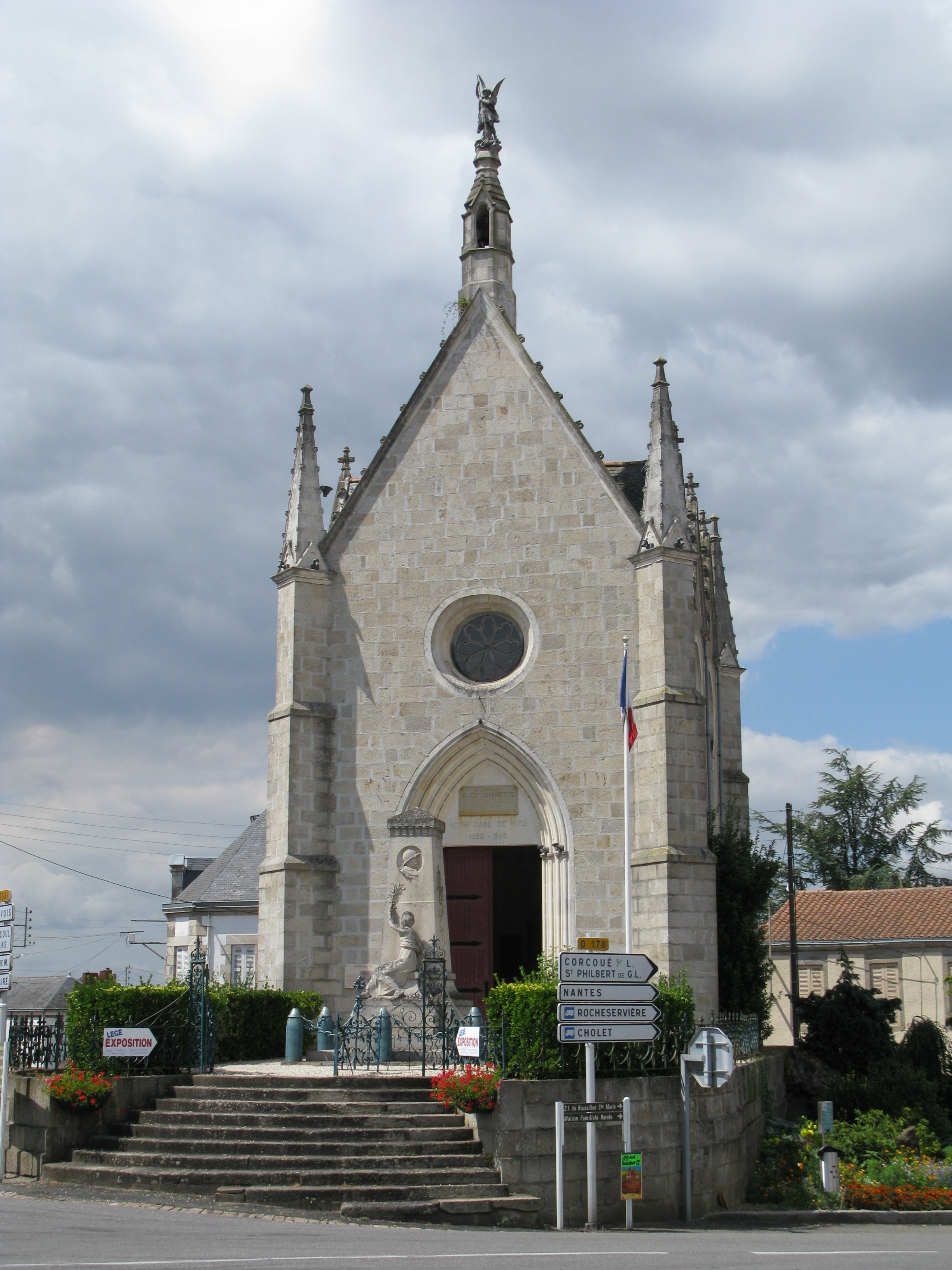
Kapelle Notre-Dame-de-Pitié

- Schloss Gouffier

## Persönlichkeiten
- Xavier Morilleau (1907–1996), römisch-katholischer Geistlicher, Bischof von La Rochelle 1955–1963